# Srijedska
Srijedska is een plaats in de gemeente Ivanska in de Kroatische provincie Bjelovar-Bilogora. De plaats telt 338 inwoners (2001).